# ماركو مانكوسو
ماركو مانكوسو (بالإيطالية: Marco Mancosu) (22 أغسطس 1988 بكالياري في إيطاليا - ) هو لاعب كرة قدم إيطالي في مركز الوسط. شارك مع منتخب إيطاليا تحت 16 سنة لكرة القدم ومنتخب إيطاليا تحت 17 سنة لكرة القدم ومنتخب إيطاليا تحت 19 سنة لكرة القدم ومنتخب إيطاليا تحت 20 سنة لكرة القدم ومنتخب إيطاليا تحت 21 سنة لكرة القدم. أما مع النوادي، فقد لعب مع نادي إمبولي ونادي بينيفينتو ونادي ريميني ونادي كالياري و ونادي كاسيرتانا.

## روابط خارجية
- ماركو مانكوسو على موقع قاعدة بيانات كرة القدم.إي يو (الإنجليزية)
- ماركو مانكوسو على موقع ليكيب (الفرنسية)
- ماركو مانكوسو على موقع Soccerway.com (الإنجليزية)
- ماركو مانكوسو على موقع عالم كرة القدم.نت (الإنجليزية)